# Маак, Бертольд
Бертольд Фридрих Отто Маак (нем. Berthold Friedrich Otto Maack; 24 марта 1898, Альтона (ныне район Гамбурга) — 26 сентября 1981, Меран) — германский военачальник, бригадефюрер СС.

## Биография
Сын почтового чиновника. В июне 1915 года призван в армию, служил в пехоте. В 1919-20 годах — член добровольческого корпуса в Берлине и националистического «Общества Фихте» в Гамбурге. В декабре 1919 года поступил в Охранную полицию. В апреле 1920 года вышел в отставку и стал мелким торговцем. 1 октября 1930 года вступил в НСДАП и СА. 1 октября 1931 года вступил в СС и в том же году забросил свой бизнес. С 4 декабря 1931 года — командир 3-го штурмбанна 4-го штандарта СС. С 21 марта 1933 года — начальник штаба, с 30 января 1933 года — руководитель 4-го абшнита СС. С 10 августа 1933 года — начальник штаба группы СС «Юго-Восток». С 22 октября по 1 декабря 1934 года — комендант концлагеря Дахау. С 4 декабря 1934 года — командир 39-го штандарта СС, с 1 ноября 1935 года — 26-го, с 15 апреля 1938 года по 8 мая 1945 года — 25-го абшнита СС.
8 марта 1940 года вступил в войска СС и был зачислен в полк СС «Германия». Участник Немецко-советской войны. В октябре 1941 года возглавил боевую группу «Маак». В ноябре 1941 года назначен командиром противотанкового батальона дивизии СС «Викинг», в сентябре 1942 года — полка СС «Вестланд». В мае 1942 года направлен на формирование горной дивизии СС «Норд», в июне стал командиром 2-го батальона 6-го пехотного полка этой дивизии. С сентября 1942 года — командир 6-го горного полка СС «Райнгард Гейдрих». В августе 1944 года тяжело ранен и после выздоровления 8 сентября назначен руководителем подготовки дивизии, однако в октябре вновь направлен на лечение. С 29 января по 21 марта 1945 года — командир 26-й гренадерской дивизии войск СС, с 19 марта — 20-й гренадерской дивизии войск СС, одновременно в апреле-мае был начальником штаба 8-го корпуса СС.
8 мая значительная часть дивизии попала в советский плен, но Мааку с небольшой частью солдат удалось прорваться на Запад и сдаться союзникам.

## Звания
- Лейтенант резерва (июнь 1917)
- Штурмфюрер СС (4 декабря 1931)
- Штурмбаннфюрер СС (16 марта 1932)
- Штандартенфюрер СС (5 октября 1932)
- Оберфюрер СС (9 ноября 1933)
- Бригадефюрер СС (13 сентября 1936)
- Оберштурмфюрер резерва войск СС (8 марта 1940)
- Гауптштурмфюрер резерва войск СС (20 апреля 1940)
- Штурмбаннфюрер резерва войск СС (1 декабря 1940)
- Оберштурмбаннфюрер резерва войск СС (9 ноября 1941)
- Штандартенфюрер резерва войск СС (20 апреля 1943)
- Оберфюрер резерва войск СС
- Бригадефюрер СС и генерал-майор войск СС (20 апреля 1945)